# Arne Novák

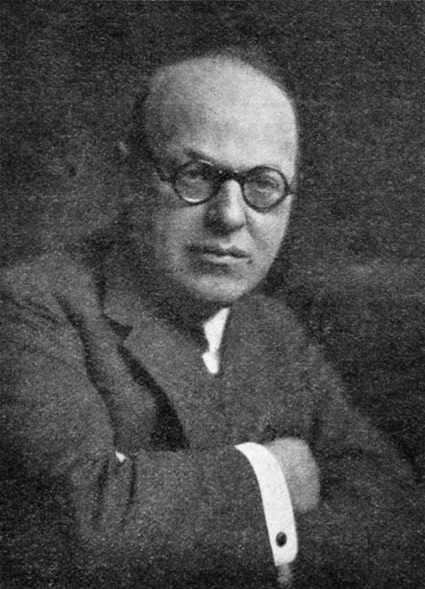
Arne Novák 1929

Arne Novák, geboren als Arnošt Novák (* 2. März 1880 in Litomyšl, Österreich-Ungarn; † 26. November 1939 in Polička) war ein tschechischer Literaturhistoriker, Germanist und Bohemist.

## Leben
Er war ein Sohn des Gymnasiallehrers Josef Novák (* 3. März 1847 in Prag) und der Schriftstellerin Teréza Nováková, geborene Langhaus, und absolvierte das Gymnasium in Leitomischl (Litomyšl) und Prag. Zwischen 1898 und 1902 studierte er Germanistik und Bohemistik an der Prager Karls-Universität, in Berlin, Heidelberg und München und promovierte 1902 zum Doktor der Philosophie in Prag. Dort habilitierte er sich 1906 in dem Fach Geschichte der tschechischen Literatur und war anschließend bis 1920 Gymnasialprofessor.

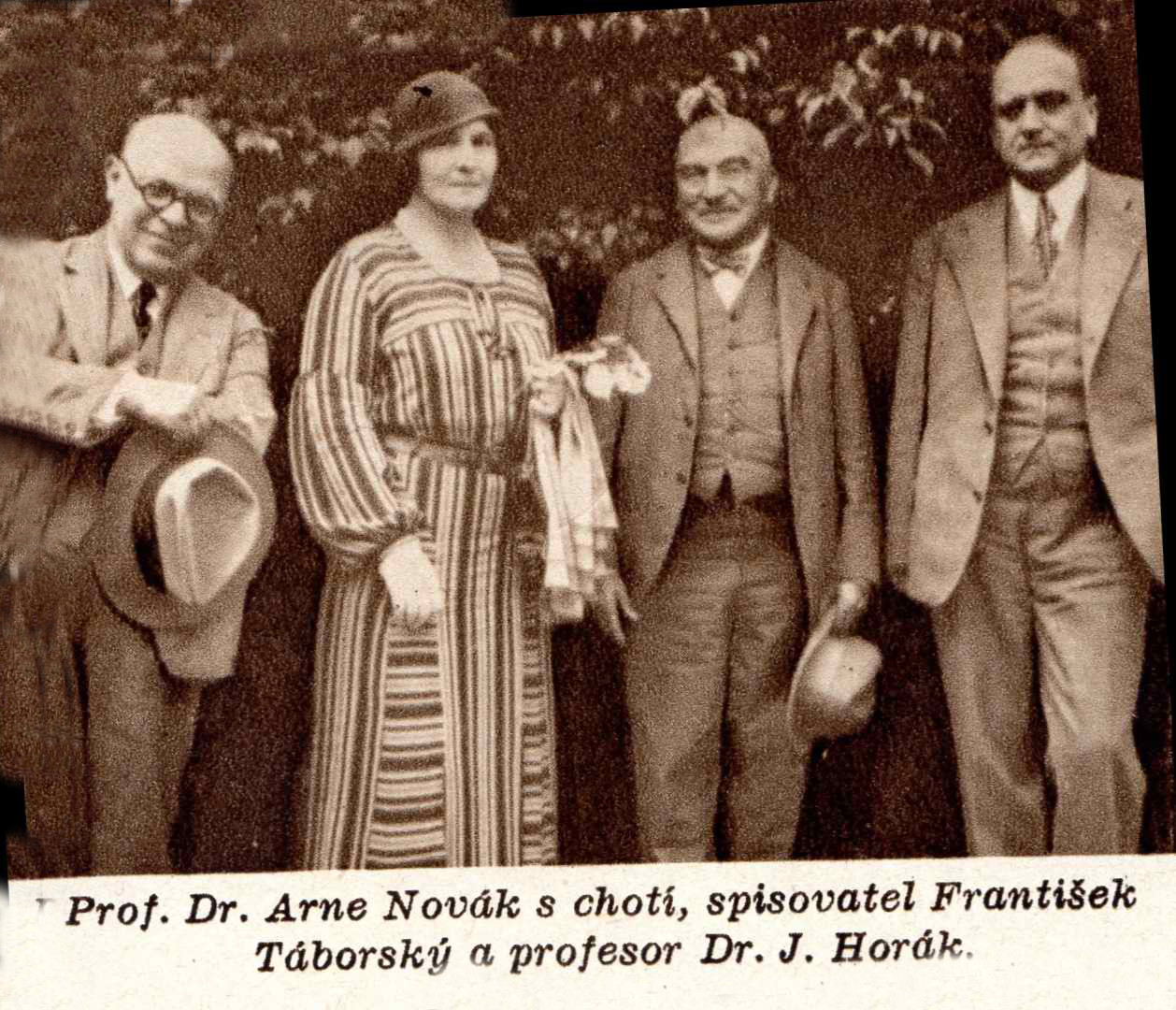
Arne Novák mit seiner Frau Jiřina (links)

Von 1920 bis 1939 war er ordentlicher Professor für tschechische Literatur an der Masaryk-Universität in Brünn. Zwischen 1938 und 1939 war er zweimal Rektor dieser Hochschule. Ab 1921 wirkte er auch als ständiger Mitarbeiter der Zeitung Lidové noviny. 1930 bis 1939 war er als Redakteur des Konversationslexikons Ottův slovník naučný nové doby und war für die Zeitschriften Volné směry, Lumír und Rozhledy tätig.
Novák war u. a. Mitglied der Königlichen böhmischen Gesellschaft der Wissenschaften und des Nationalrates für wissenschaftliche Forschungen in Prag.
Arne Novák lieferte eine wesentliche Erweiterung der Forschungsgesichtspunkte für die Entwicklung der tschechischen literarischen Kultur, die in zahlreichen Übersetzungen in europäische Sprachen Verbreitung fand. Auch als Essayist ist er bis heute einflussreich, obwohl seine Werke nach dem Februarumsturz 1948 bis in die 1990er-Jahre nicht mehr neu aufgelegt wurden.

## Veröffentlichungen
- mit Jan Jakubec: Die čechische Litteratur der Gegenwart. 1907, OCLC 491492862.
- mit Jan Václav Novák: Kurze Geschichte der tschechischen Literatur. 1853–1920. (tschechisch)